# Scautismo d'estensione
Lo scautismo d'estensione (chiamato dall'OMMS anche scautismo con i disabili) è una proposta del movimento scout rivolta a giovani disabili.
Nelle associazioni in lingua italiana sono usati anche i termini Malgré Tout ("malgrado tutto" in francese) o scout ad ogni costo (dal MSS).

## Storia
Robert Baden-Powell, fondatore dello scautismo, fin dall'inizio fu convinto dell'importanza di far partecipare al movimento anche i ragazzi che presentassero handicap, un pensiero abbastanza all'avanguardia per quel tempo. Ne Il libro dei capi (1919) scrisse infatti: «L'educazione scout attira ragazzi di tutte le classi, alte e basse, ricche e povere, e si estende perfino a coloro che hanno handicap fisici, ai sordi, ai muti e ai ciechi, ispirando in ciascuno il desiderio di imparare»; nel 1940 ribadì meglio il concetto nella prefazione alla 26ª edizione di Scautismo per ragazzi:
(Robert Baden-Powell, Scautismo per ragazzi, prefazione alla 26ª ed., 1940)
Inizialmente lo "scautismo d'estensione" non consisteva tanto in uno "scautismo con i disabili" quanto in una forma di servizio da parte degli scout nei confronti dei meno fortunati, svolto spesso nei luoghi dove queste persone si trovavano (ospedali, centri di riabilitazione ecc.). Successivamente, tra il 1922 e il 1968, gli scout cercarono di far partecipare allo scautismo anche i disabili, in unità ad hoc o nelle unità regolari.
Fu solo dal 1968 (dopo i meeting della World Scout Conference e del World Scout Committee dell'anno prima) che si decise il cambio di rotta, ovvero di fare in modo che le persone disabili non rimanessero isolate negli istituti ma si integrassero nella società partecipandovi attivamente, anche nel movimento scout. Il World Scout Bureau cercò di spingere in questa direzione ed aiutare i capi nella loro azione educativa attraverso la pubblicazione del kit WE CAN (1989) e del bollettino AWARE (1988-1992).

### Associazioni in lingua italiana
In Italia le principali associazioni cattoliche (l'ASCI e l'AGI) aprirono i settori dedicati esclusivamente ai disabili negli anni cinquanta, usando la dicitura francese "Malgrè Tout" ("malgrado tutto"), abbreviata in MT. Questa proposta venne appoggiata da un consistente lavoro di formazione da parte delle associazioni e l'organizzazione di campi nel 1956, 1960, 1961, 1965 e 1966. Nel 1974, in seguito all'unione di ASCI e AGI nell'AGESCI si decise di non tenere delle unità separate per i ragazzi con handicap, ma di seguire la strada della loro integrazione nelle unità con i normodotati.
Nel Movimento Scout Svizzero la prima unità "Esploratori ad Ogni Costo" (EOC) nacque nel 1924, ma solo nel 1945 venne aperta ufficialmente la sezione dell'associazione dedicata agli scout disabili ("Scaut ad ogni costo"). Nel 2005 venne tenuto il primo campo nazionale degli "Scaut ad ogni costo" ad Altdorf, che vide la partecipazione di centinaia tra ragazzi e capi.

## Scautismo d'estensione nel mondo
- Australia
  - Scouts Australia: Extension Scouting ("scautismo d'estensione")
- Belgio
  - Scouts en Gidsen Vlaanderen: AKABE (acronimo di Anders KAn BEst, ovvero "diverso è ok")
- Francia
  - Scouts et Guides de France: Arc en Ciel ("arcobaleno")
  - Scouts de France: Extension ("estensione")
  - Éclaireuses et Éclaireurs de France: Extension ("estensione")
- Libano
  - Association des Guides du Liban: Équipe Tournesol ("squadra girasole")
- Lussemburgo
  - Lëtzebuerger Guiden a Scouten: Scouts Gamma
- Paesi Bassi
  - Scouting Nederland: Blauwe Vogels ("uccelli blu")
- Regno Unito
  - The Scout Association: Scoutlink ("collegamento scout")
- Svizzera
  - Movimento Scout Svizzero: Pfadi Trotz Allem/Scouts malgré tout/Scaut ad ogni costo/Battasendas malgra tut (rispettivamente in tedesco, francese, italiano e romancio)